# Gulin
Gulin – wieś w Polsce położona w województwie mazowieckim, w powiecie radomskim, w gminie Zakrzew. Ma status sołectwa.
| SIMC    | Nazwa     | Rodzaj    |
| ------- | --------- | --------- |
| 0642371 | Kolonia   | część wsi |
| 0642388 | Młyn      | część wsi |
| 0642394 | Patyjałek | część wsi |

Prywatna wieś szlachecka Gulin Kaszowski, położona była w drugiej połowie XVI wieku w powiecie radomskim województwa sandomierskiego. W latach 1975–1998 miejscowość administracyjnie należała do województwa radomskiego.
Wierni Kościoła rzymskokatolickiego należą do parafii św. Jana Chrzciciela w Zakrzewie.